# Nauczycielka wiejska
Nauczycielka wiejska (ros. Сельская учительница, Sielskaja uczitielnica) – radziecki dramat filmowy z 1947 roku w reżyserii Marka Donskiego. W roli głównej Wiera Mariecka.

## Fabuła
Film ukazuje życie Warwary Martynowej  – nauczycielki z odległej wioski syberyjskiej. Życie to nie jest łatwe, jego monotonny bieg zakłócają różne kłopoty i tragedie (prześladowanie męża przez carską policję, zamachy kułaków, bieda, choroby oraz wojna). Heroizm Warwary Martynowej został pokazany w powiązaniu z życiem narodu, rewolucją, kolektywizacją gospodarstw rolnych oraz wojną. W każdym wychowanku nauczycielki była cząstka jej serca. Dlatego też uczniowie Warwary Martynowej rozproszeni po kraju połączyli ją z losami społeczeństwa oraz życiem całego narodu.
Dzięki wybitnym zdolnościom aktorskim Wiery Marieckiej film Nauczycielka wiejska stał się jednym z najwybitniejszych dzieł radzieckiej kinematografii.

## Obsada
- Wiera Mariecka jako Warwara Martynowa
- Rostisław Platt jako dyrektor szkoły
- Pawieł Oleniew jako Jegor Pietrowicz, szkolny dozorca
- Władimir Biełokurow jako Bukow, kułak
- Anna Lisianska
- Aleksiej Konsowski

## Literatura
- Marija Smirnowa, Nauczycielka wiejska, tłum. Anisimow Helena, Biblioteka Scenariuszy Filmowych, 1951, (tom: 11)[2].